# Adrien Eugène Maas
Adrien Eugène Maas  ( Rotterdam, 6 januari 1816 - 3 juli 1886 ) was een toonaangevende reder in het 19e-eeuwse Scheveningen. Zijn bijdragen aan de haringvisserij zijn van grote betekenis geweest voor deze wijze van visserij in het algemeen en voor het vissersdorp Scheveningen in het bijzonder. 
Adriaan, zoals men hem gewoonlijk noemde, werd geboren te Rotterdam. Zijn vader, een zakenman, vertrok in 1819 voor zaken naar de Verenigde Staten en werd sindsdien vermist. Zijn moeder, die klaarblijkelijk weduwe was geworden, verhuisde naar Scheveningen. Daar werd zij in 1828 directrice van een badhuis, het zogeheten Stedelijk Badhuis, de voorloper van het latere Kurhaus. Haar zoon Adriaan assisteerde zijn moeder bij haar werkzaamheden in dit badhuis en bekwaamde zich in het vak van hotelier en 'badstoofhouder'. Maas kocht in 1844 te Scheveningen zelf een etablissement, dat toen nog de naam 'Heerenlogement' droeg. Hij bouwde dit vervolgens uit tot een respectabel hotel annex badhuis voor zeebaden en noemde het 'Zeerust'. 
Zoals veel andere Scheveningse - en niet direct aan visserij gerelateerde - ondernemers ging Maas zich ook bezighouden met de plaatselijke zeevisserij. De Visserijwet van 1857 had kustdorpen als Scheveningen sindsdien de vrijheid gegeven, evenals eerder de grote haringsteden aan de Maas, de haring gekaakt en ingezouten aan te voeren. Voordien was hen dit niet toegestaan. De verkregen vrijheid opende voor de reders en vissers van Scheveningen en Noordzeedorpen als Katwijk, en in mindere mate Noordwijk, een nieuwe economische activiteit: de pekelharing. Deelname aan en investeren in de (haring)visserij werd behalve voor de gevestigde reders vanaf dat moment ook interessant voor buitenstaanders.
Aangezien zowel het gehanteerde, van hennep vervaardigde, haringnet als de in gebruik zijnde bomschuit in de ogen van Maas niet voldeed, zocht en vond hij andere middelen. Hij introduceerde het van katoen vervaardigde haringnet en de logger. Deze combinatie bleek succesvol en de vleetvisserij op haring trad dankzij Maas een nieuw tijdperk binnen. Meer dan welke vissersplaats ook heeft Scheveningen van de kennis en het inzicht van zijn prominente inwoner geprofiteerd.
Maas heeft naast zijn vele andere activiteiten ook nog een aantal jaren als raadslid zitting gehad in de Haagse gemeenteraad. Hij overleed op 3 juli 1886.